# 질화 갈륨
질화 갈륨(Gallium nitride, GaN)은 갈륨의 질화물로, 청색 발광 다이오드(LED)의 재료로 사용되는 반도체이다. 이 화합물은 우르자이트(Wurtzite) 육방정계 구조를 갖는 단단한 소재로써 3.4eV의 넓은 띠틈을 가져 전력 반도체나 레이다 등 광전자공학, 고전력 및 고주파 장치에 사용된다.

## 같이 보기
- 에피택시
- 리튬 이온 전지